# Kohei Kudo
Kohei Kudo (født 28. august 1984) er en japansk fodboldspiller, som spiller for den japanske fodboldklub JEF United Chiba.